# Europs luridipennis
Europs luridipennis is een keversoort uit de familie kerkhofkevers (Monotomidae). De wetenschappelijke naam van de soort werd in 1876 gepubliceerd door Edmund Reitter.